# Локомотиви БДЖ серия 60.000
Първите електрически маневрени локомотиви в БДЖ са серия 60.000 (до 1988 г. - серия 70) са 4 броя. Те са създадени в България чрез разкомплектоване и преустройство на електрическата част на три правотокови (за напрежение 1500 V) промишлени локомотиви. Последните са трисекционни, тип Во + Во + Во с мощност 1560 kW, със заводско означение 28Е на Шкода. Те са с фабрични номера 4141 – 4144/1960 и са доставени за и експлоатирани известно време в открити рудници. След разкачването на отделните секции (9 броя) са комплектовани 4 машини, двусекционни, тип Во + Во, с мощност 800 kW и за променлив ток 25 кV, 50 Hz. Цялата реконструкция е извършена в депо Стара Загора и е приложена българска електрическа схема и редица нововъведения при преобзавеждането и конструктивното и дизайнерско оформление на машините.
Първият локомотив е пуснат в експлоатация през 1982 г. с номер 70-100. Този номер е „юбилеен“ (100 години от рождението на Георги Димитров). Комплектован е от две крайни секции на локомотивите 28Е. След това всяка година до 1985 е пускана по една машина със следващите номера (70-101 до 70-103). От втората нататък локомотивите са комплектовани от по една средна и една крайна секция. Тъй като средните секции са по-дълги от крайните, дължината на локомотивите се е малко по-голяма от тази на първата.
Цялата експлоатация на локомотивите преминава в депо Стара Загора, като се използват за маневрена и развозна работа в района на железопътен възел Стара Загора и гара Тулово. След промените на серийното означение на тракционния подвижен състав през 1988 г. получават серия 60 и с нея остават до края на експлоатацията си. Бракувани са съгласно таблицата, може би малко преждевременно преди да са показали ниска надеждност или достигане на пределно износване. За музеен локомотив е обявен 60 003.1, който се намира в депо Стара Загора.
| Експлоатационен номер | Експлоатационен номер | В експлоатация от: | Бележки                                   |
| до 1988 г.            | от 1988 г.            | В експлоатация от: | Бележки                                   |
| --------------------- | --------------------- | ------------------ | ----------------------------------------- |
| 70 100                | 60 001.5              | 23.12.1982         | Бракуван 1994 г.                          |
| 70 101                | 60 002.3              | 06.11.1983         | Бракуван 1999 г.                          |
| 70 102                | 60 003.1              | 21.06.1984         | Бракуван 2000 г. Обявен за музеен 2001 г. |
| 70 103                | 60 004.9              | 20.06.1985         | Бракуван 1998 г.                          |